# Ligue ACT 2008
La Ligue San Miguel ou Ligue ACT est la ligue de catégorie maximale de l'aviron dans la Cote cantabrique. Elle a été créée par l'Association des Clubs de traînières le 2 juillet 2003 après l'accord conclu par les Gouvernements les Communautés Autonomes des Asturies, de Cantabrie, de Galice et du Pays basque.
L'été 2008 s'est déroulée la sixième saison avec la victoire d'Urdaibai Campos Avia, la promotion de Kaiku et Samertolameu et la descente de Laredo et d'Arkote, bien que ce dernier conservera la catégorie après le renoncement au dernier moment de Cabo de Cruz.

## Résultats
| Classement Points (Victoires) | Équipe                    | Nom de la Trainière | Localité (Province)                    |
| 1er. 198 (7)                  | Urdaibai Umpro Avia       | Bou Bizkaia         | Bermeo (Biscaye Pays basque)           |
| 2e. 190 (8)                   | Naturhouse Castro         | La Marinera         | Castro-Urdiales (Cantabrie )           |
| 3e. 177 (4)                   | Grupo Eibar Orio          | Mirotza             | Orio (Guipuscoa Pays basque)           |
| 4e. 163                       | San Pedro Elcomare        | Libia               | Pasaia (Guipuscoa Pays basque)         |
| 5e. 151                       | Zarautz Inmobiliaria Orio | Enbata              | Zarautz (Guipuscoa Pays basque)        |
| 6e. 139                       | Pedreña                   | Marina de Cudeyo    | Pedreña, Marina de Cudeyo (Cantabrie ) |
| 7e. 118                       | Hondarribia               | Ama Guadalupekoa    | Fontarrabie (Guipuscoa Pays basque)    |
| 8e. 106                       | Zumaia Altuna y Uria      | Telmo Deun          | Zumaia (Guipuscoa Pays basque)         |
| 9e. 79                        | Cabo da Cruz              | Cabo da Cruz        | Boiro (La Corogne Galice)              |
| 10e. 71                       | Tirán Pereira             | Pereira             | Moaña (Pontevedra Galice)              |
| 11e. 53                       | Arkote                    | Plentziatarra       | Plentzia (Biscaye Pays basque)         |
| 12e. 17                       | Laredo                    | La Pejinuca         | Laredo (Cantabrie )                    |